# Amomum hypoleucum
Amomum hypoleucum är en enhjärtbladig växtart som beskrevs av George Henry Kendrick Thwaites. Amomum hypoleucum ingår i släktet Amomum och familjen Zingiberaceae. Inga underarter finns listade i Catalogue of Life.